# Grofit
Grofit (גְּרוֹפִית) est un kibboutz créé sur 1963.

## Histoire
Il est créé proche de la vallée Grofit. La population est membre du mouvement Hanoar Haoved Véhalomed. Il se situe proche de la frontière de Jordanie et à côté de la nationale 90.